# Friedrich Wilhelm Kaltschmidt

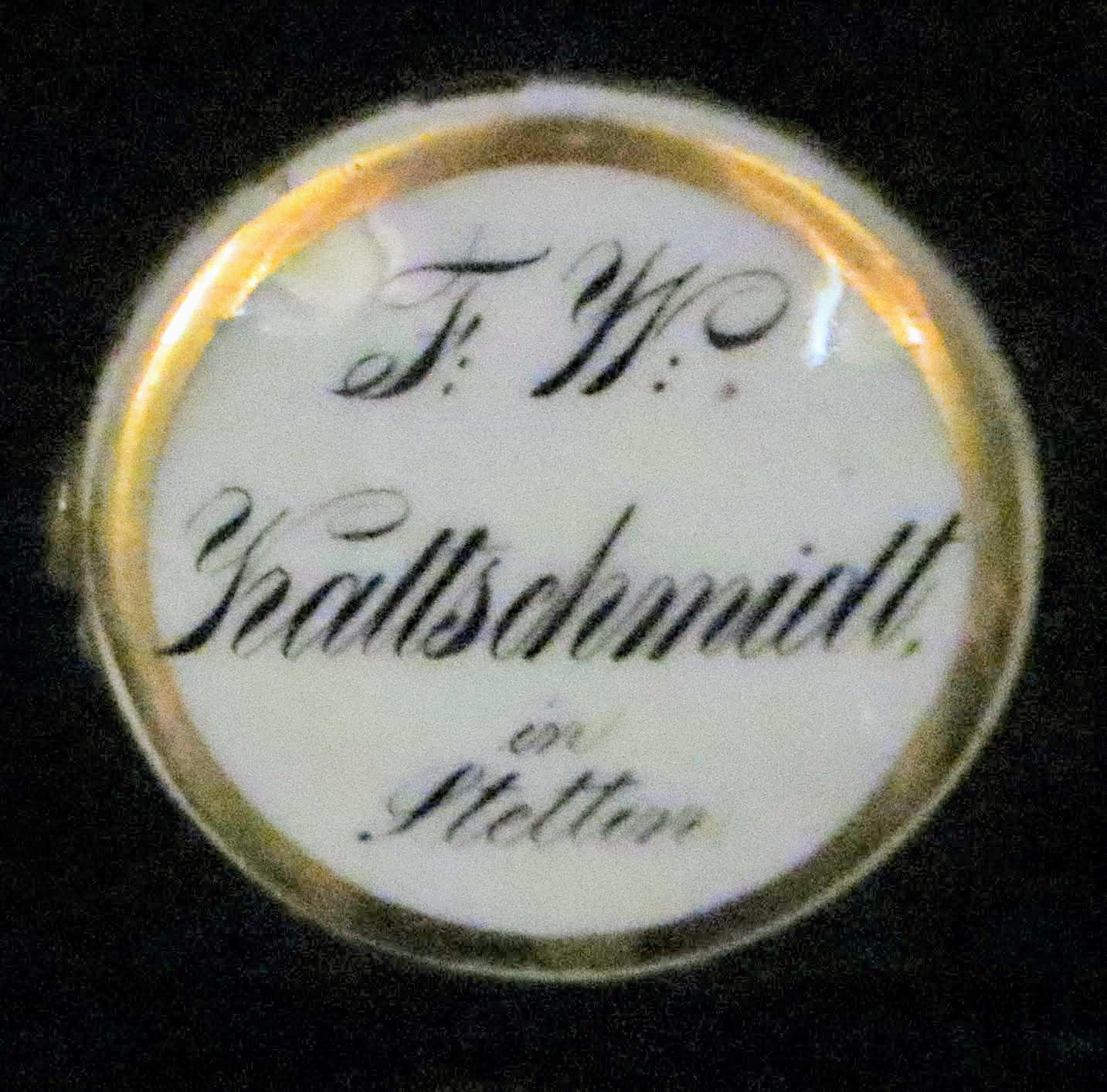
Firmenschild in Ducherow

Friedrich Wilhelm Kaltschmidt (* 26. Juli 1812; † 20. August 1896) war ein deutscher Orgelbauer in Stettin in Pommern.

## Leben
Friedrich Wilhelm Kaltschmidt stammte möglicherweise aus einer Orgelbauerfamilie aus Lübeck. 1840 wurde eine Orgelbauwerkstatt Kaltschmidt in Stettin eröffnet. 1844 wurde Friedrich Wilhelm Kaltschmidt im Adressbuch als alleiniger Orgelbauer genannt. In den folgenden Jahren baute er Orgeln in der Umgebung von Stettin bis in die Uckermark und in der Niederlausitz, darunter für die Marienkirche in Anklam (1851), die Jacobikirche in Prenzlau (1851/52), die Wendische Kirche in Vetschau (1859) und die St.-Marienkirche in Pasewalk (1863). 1859 wurden als Gehülfen Holtz, Tillack und (Oswald) Dinse in Vetschau genannt. Friedrich Wilhelm Kaltschmidt führte ab etwa 1860 die mechanische Kegellade in seinem Gebiet ein.
1862 baute er an der Orgel im Kloster Oliva ein seltenes Septimenregister 2 2/7' ein.
1872 übergab Friedrich Wilhelm Kaltschmidt seinem Sohn Emil das Unternehmen und war weiter mit dem Verleih, An- und Verkauf von Klavieren und als Klavierstimmer tätig.

## Werkliste (Auswahl)
Orgelneubauten
Die Größe der Instrumente wird in der fünften Spalte durch die Anzahl der Manuale und die Anzahl der klingenden Register in der sechsten Spalte angezeigt. Ein großes „P“ steht für ein selbstständiges Pedal, ein kleines „p“ für ein angehängtes Pedal. Eine Kursivierung zeigt an, dass die betreffende Orgel nicht mehr erhalten ist.
| Jahr      | Ort                                                           | Gebäude                        | Bild | Manuale | Register | Bemerkungen |
| --------- | ------------------------------------------------------------- | ------------------------------ | ---- | ------- | -------- | --- |
| k. A.     | Falkenburg                                                    |                                |      |         |          | [ 7 ] |
| k. A.     | Arnswalde                                                     |                                |      |         |          | [ 7 ] |
| 1840 (?)  | Pommerensdorf                                                 | Dorfkirche                     |      |         |          | erster Orgelneubau                                                                                                |
| 1840      | Rollwitz, Vorpommern                                          | Dorfkirche                     |      | I/P     | 5        | [ 8 ] [ 9 ] |
| 1841      | Heinrichsdorf (Babinek), Hinterpommern                        | Dorfkirche                     |      |         |          | [ 10 ] |
| 1842      | Köslin (Koszalin)                                             | St.-Marien-Kirche              |      |         |          | Neubau mit alten Bestandteilen, 1899 ersetzt                                                                      |
| 1843      | Mellentin (Mielęcin), Hinterpommern                           | Dorfkirche                     |      | I/P     | 8        | Zustand? |
| 1843/44   | Frankfurt/Oder                                                | St. Georg                      |      | I       |          | [ 12 ] |
| 1845      | Groß Schönfeld (bei Greifenhagen oder Pyritz?), Hinterpommern | Dorfkirche                     |      | I/P     | 14       | Zustand? |
| 1845      | Damm (Stettin)                                                | Kirche                         |      |         |          | Reste erhalten?                                                                                                   |
| vor 1847  | Stargard, Hinterpommern                                       | St. Marien                     |      |         |          | Reste erhalten?                                                                                                   |
| 1847      | Benz auf Usedom                                               | St.-Petri-Kirche               |      | I/P     | 11       | [ 13 ] [ 14 ] |
| 1847      | Kunow, Uckermark                                              | Dorfkirche                     |      | I/P     | 8        | [ 15 ] [ 16 ] |
| 1849      | Strasburg, Uckermark                                          | Französisch-reformierte Kirche |      |         |          | Positiv, heutiger Zustand?                                                                                        |
| 1849      | Strasburg, Uckermark                                          | St. Marien                     |      | II/P    | 27       | 1930er Jahre Neudisposition, 1973 Neudisposition, jetzt II/P, 30, einige Pfeifenreihen erhalten                   |
| 1849      | Köslin (Koszalin)                                             | Lehrerseminar                  |      |         | 6        | 1945 zerstört |
| 1850      | Pasewalk                                                      | St. Marien                     |      | I/P     | 8        | kleine Orgel, nicht aufgebaut                                                                                     |
| um 1850   | Zemmin                                                        | Dorfkirche                     |      | I/p     | 4        | 2008 restauriert durch Mecklenburger Orgelbau                                                                     |
| um 1850   | Ducherow, Vorpommern                                          | Dorfkirche                     |      |         |          | [ 23 ] |
| 1850/51   | Wismar, Uckermark                                             | Dorfkirche                     |      | II/P    | 10       | 1852 durch Carl Loewe eingeweiht, 1993 Instandsetzung → Orgel                                                     |
| nach 1850 | Bismark, Uckermark                                            | Dorfkirche                     |      |         |          | [ 27 ] |
| 1851      | Heringsdorf auf Usedom                                        | Kirche im Walde                |      |         |          | 1914 ersetzt |
| 1851      | Anklam, Vorpommern                                            | St.-Marien-Kirche              |      | III/P   | 41       | 1937 geringfügig verändert durch B. Grüneberg, 1945 schwer beschädigt, Reste 1959 von Schuke (Potsdam) abgetragen |
| 1851/52   | Prenzlau, Uckermark                                           | Jakobikirche                   |      | II/P    | 20       | 1928 ersetzt |
| 1852–1853 | Pyritz (Pyrzyce), Hinterpommern                               | Stadtkirche                    |      | III/P   | 43       | Reste? |
| 1852      | Boldekow, Vorpommern                                          | Dorfkirche                     |      |         |          | [ 33 ] |
| 1852      | Krugsdorf, Vorpommern                                         | Dorfkirche Krugsdorf           |      |         |          | [ 34 ] |
| 1855      | Bahn (Banie), Hinterpommern                                   | Stadtkirche                    |      |         |          | |
| 1856      | Garz auf Usedom                                               | Dorfkirche                     |      | I/P     | 8        | [ 35 ] [ 36 ] |
| 1856      | Seehausen                                                     | Dorfkirche                     |      |         |          | 1906 durch Neubau von Albert Kienscherf (Eberswalde) im alten Gehäuse ersetzt                                     |
| 1856      | Altkünkendorf, Uckermark                                      | Dorfkirche Altkünkendorf       |      | I/p     | 5        | [ 38 ] [ 39 ] |
| um 1857   | Laasow, Niederlausitz                                         | Dorfkirche                     |      |         |          | |
| 1858      | Heinersdorf bei Schwedt, Uckermark                            | Dorfkirche Heinersdorf         |      |         |          | [ 40 ] |
| 1858      | Buckow, Niederlausitz                                         | Dorfkirche                     |      | I/P     | 5        | [ 41 ] |
| vor 1859  | Nipperwiese, Kreis Greifenhagen                               | Dorfkirche                     |      |         |          | [ 42 ] |
| vor 1859  | Steinwehr, Kreis Greifenhagen                                 | Dorfkirche                     |      |         |          | [ 42 ] |
| vor 1859  | Uchtdorf, Kreis Greifenhagen                                  | Dorfkirche                     |      |         |          | [ 42 ] |
| vor 1859  | Gornow, Kreis Greifenhagen                                    | Dorfkirche                     |      |         |          | [ 42 ] |
| vor 1859  | Kladow, Kreis Greifenhagen                                    | Dorfkirche                     |      |         |          | [ 42 ] |
| vor 1859  | Linde, Kreis Greifenhagen                                     | Dorfkirche                     |      |         |          | [ 42 ] |
| 1859      | Vetschau, Niederlausitz                                       | Wendische Kirche               |      | II/P    | 22       | [ 43 ] |
| 1860      | Seehausen, Uckermark                                          | Dorfkirche                     |      |         |          | 1904 ersetzt |
| 1862      | Alt-Kosenow, Vorpommern                                       | Dorfkirche                     |      |         |          | [ 45 ] |
| 1862      | Friedeberg, Neumark (Strzelce Krajeńskie)                     |                                |      |         | 31       | [ 46 ] |
| 1863      | Pasewalk, Vorpommern                                          | St. Marienkirche               |      |         | 64       | eine der größten Orgeln Vorpommerns in dieser Zeit, 1984 bei Turmsprengung zerstört, erneuert                     |
| vor 1867  | Cammin, Vorpommern                                            | Lehrerseminar                  |      | I/p     | 2        | in einem Raum |
| 1867      | Zirchow, Vorpommern                                           | St.-Jacobus-Kirche             |      | I/P     | 6        | [ 50 ] [ 51 ] |
| 1868      | Zerrenthin                                                    | Dorfkirche                     |      | I/P     | 8 (?)    | 1945 Ausplünderung, 1965 Umdisponierung durch Ulrich Fahlberg (Eberswalde)                                        |

Orgelumbauten
- 1863–1865 Kloster Oliva bei Danzig[53]
- 1866 St. Nikolaikirche Danzig, Einbau eines dritten Manuals, 1932 durch Neubau ersetzt[54]

Reparaturen
- 1848 Dom zu Cammin[55]
- 1871 Klosterkirche Cottbus[56]

Harmonium
- 1860 Harmonium in der Kirche Grünberg, Uckermark

## Familie
Friedrich Wilhelm Kaltschmidt war mit Wilhelmine Albertine Biermann in erster Ehe verheiratet. Kinder waren:
- Augusta Wilhelmine Kaltschmidt
- Karl August Emil Kaltschmidt (1840–1909/24), Orgelbauer
- Johannes Paulus Gustav Kaltschmidt (1844–?), königlicher Eisenbahn-Inspector
- Max Friedrich Kaltschmidt (1850–?)

In zweiter Ehe mit Hulda Lehr
- Alma Ulrike Magdalene Kaltschmidt (1866–?)